# 쇼와 연구회
쇼와 연구회(일본어: 昭和研究会 쇼와켄큐카이[*])는 쇼와 시대에 존재한 고노에 후미마로의 사적 싱크탱크였다. 고노에의 측근 참모 고토 류노스케가 주재자였다. 1933년 12월 27일 사실상 설립, 1936년 11월 정식 조직으로 출범절차를 밟고 1940년 11월 19일 폐지되었다.
고토는 쇼와 공황 속에서 빈곤에 허덕이는 농촌을 구제할 것을 동창인 고노에에게 호소하기 위해 1933년 8월 1일 시사간담회를 주최하는 고토사무소를 설립, 로우야마 마사미치와 함께 조직 강령을 만들었다. 그리고 12월 27일 "쇼와 연구회"라는 이름으로 발족하고 "헌법 범위 내에서의 개혁", "기성정당 반대" 따위 구호를 내걸었다. 이 단계에는 아직 고노에의 사조직이라고 할 수준은 아니었다.
1936년 고노에가 내각총리대신 후보로 떠오르자 정식 단체로 결성, 11월에 설립동의서를 발표했다. 그 사업요강에서는 “비상시국을 원활하게 수습하고 우리나라의 국력의 충실한 발전을 기하기 위해 외교, 국방, 경제, 사회, 교육, 행정 등 각 분야에 걸쳐 쇄신의 방안을 연구한다”고 강조했다. 상임위원회 및 그것을 보좌하는 위원들의 부회가 있었고(전성기에는 10개 부회에 달함), 각 부회별 전문위원회와 연구회가 조직되어 각계 전문가들이 소집되었다.
동아협동체론과 신체제운동 촉진 등을 단체의 의제로 내건 쇼와 연구회는 후일 고노에가 주창한 동아신질서, 대정익찬회에 큰 영향을 미쳤다고 평가된다. 하지만 동시기 히라누마 기이치로 등 국수주의적 정통보수세력은 쇼와 연구회를 "빨갱이"라고 비판, 공격했다. 또한 내부적으로도 이견이 발생하게 되자 발전적 해산 명목하에 1940년 11월 해산하고 대정익찬회로 계승되었다.

## 문학
- Tomohide Ito: Militarismus des Zivilen in Japan 1937–1940: Diskurse und ihre Auswirkungen auf politische Entscheidungsprozesse, (Reihe zur Geschichte Asiens; Bd. 19), München: Iudicium Verlag 2019